# Arhopala agelastus
Arhopala agelastus är en fjärilsart som beskrevs av William Chapman Hewitson 1862. Arhopala agelastus ingår i släktet Arhopala och familjen juvelvingar. Inga underarter finns listade i Catalogue of Life.

## Bildgalleri

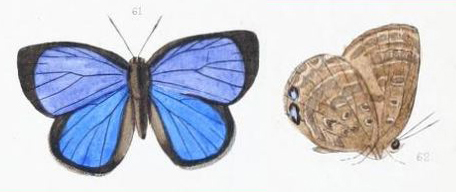
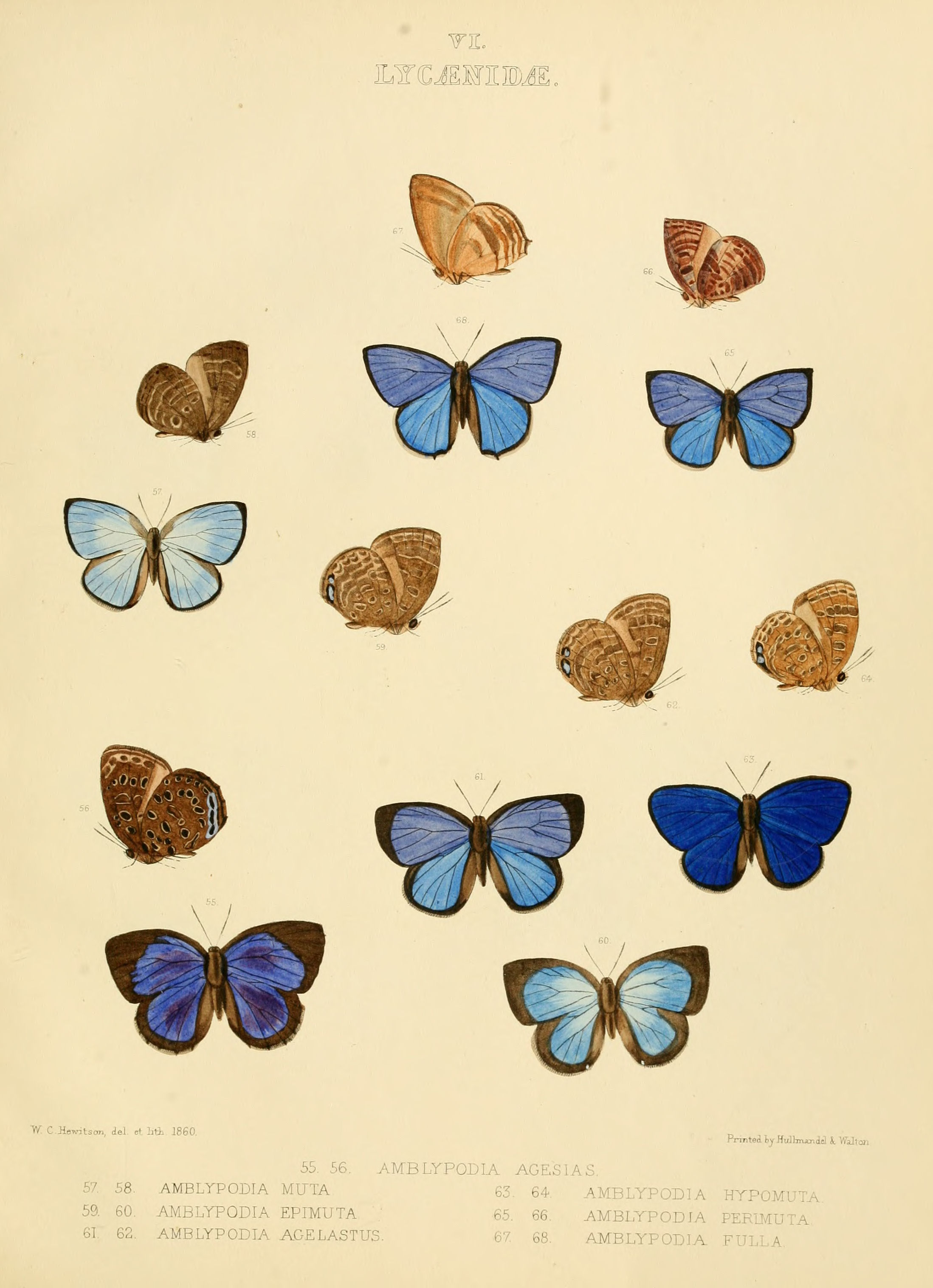